# Fredericton-York
Circonscription électorale provinciale du Canada
Fredericton-York est une circonscription électorale provinciale du Nouveau-Brunswick, au Canada. Elle est représentée à l'Assemblée législative depuis 2014.
La circonscription devait initialement se nommer Fredericton-Stanley mais le nom actuel fut finalement retenu.

## Géographie
La circonscription comprend :
- la partie nord et nord-ouest de la ville de Fredericton ;
- la paroisse de Douglas ;
- le village de Stanley ;
- la rivière Nashwaak.

## Liste des députés
| Législature                                                                                               | Années      | Député | Député           | Parti                     |
| --- | ----------- | ------ | ---------------- | ------------------------- |
| Fredericton-York Circonscription issue de York-Nord, Fredericton-Nashwaaksis et Fredericton-Fort Nashwaak |             |        |                  |                           |
| 58e | 2014-2018   |        | Kirk MacDonald   | Progressiste-conservateur |
| 59e | 2018-2020   |        | Rick DeSaulniers | Alliance des gens         |
| 60e | 2020-2024   |        | Ryan Cullins     | Progressiste-conservateur |
| 61e | 2024-actuel |        | Ryan Cullins     | Progressiste-conservateur |